# Actinotaenium trachypolum
Actinotaenium trachypolum là một loài Song tinh tảo trong họ Desmidiaceae, thuộc chi Actinotaenium.